# Мелроуз (Масачусетс)
Мелроуз (енгл. Melrose) град је у америчкој савезној држави Масачусетс. По попису становништва из 2010. у њему је живело 26.983 становника.

## Демографија
Према попису становништва из 2010. у граду је живело 26.983 становника, што је 151 (0,6%) становника мање него 2000. године.
| Група             | 2000.          | 2010.          |
| Белци             | 25.640 (94,5%) | 24.161 (89,5%) |
| Афроамериканци    | 255 (0,9%)     | 656 (2,4%)     |
| Азијати           | 546 (2,0%)     | 1.022 (3,8%)   |
| Хиспаноамериканци | 283 (1,0%)     | 663 (2,5%)     |
| Укупно            | 27.134         | 26.983         |